# Eric McKitrick
Eric Louis McKitrick (5 juillet 1919 – 24 avril 2002) est un historien américain, surtout connu pour The Age of Federalism: The Early American Republic, 1788-1800 (1993) avec Stanley Elkins, qui remporte le prix Bancroft en 1994.

## Biographie
McKitrick est né à Battle Creek, Michigan. Il est diplômé de l'Université Columbia avec un BA en 1949, une maîtrise en 1951 et un doctorat en 1959. Il enseigne à l'Université de Chicago et au Douglass College de l'Université Rutgers dans les années 1950, ainsi qu'à l'Université Columbia de 1960 à 1989 avant de prendre sa retraite en tant que professeur émérite d'histoire. En 1973-1974, il est professeur Pitt d'histoire et d'institutions américaines à l'université de Cambridge et en 1979-1980, professeur Harold Vyvyan Harmsworth d'histoire américaine à l'université d'Oxford.
Il reçoit le Prix Dunning en 1960, une Bourse Guggenheim en 1970 et le Prix Bancroft en 1994.
Il est décédé à New York, à l'âge de 82 ans.

## Publications
- Eric L. McKitrick, Andrew Johnson and Reconstruction, Oxford University Press, 1960 (ISBN 978-0-19-505707-2, lire en ligne) (reprinted 1988)
- Slavery Defended: The Views of the Old South, Prentice-Hall, 1963 (ISBN 0-13-812800-6, lire en ligne)
- Andrew Johnson; A Profile, Hill and Wang, 1969 (ISBN 978-0-8090-6160-0, lire en ligne)
- Stanley M. Elkins et Eric L. McKitrick, The Age of Federalism: The Early American Republic, 1788-1800, Oxford University Press, 1993 (ISBN 978-0-19-509381-0, lire en ligne)